# Гарде, Жорж
Жорж Гарде (фр. Georges Gardet; 11 октября 1863[…], VI округ Парижа — 6 февраля 1939, XVI округ Парижа) — французский скульптор-анималист.

## Биография
Родился в 1863 году в Париже в семье скульптора. Получил образование в Высшей школе изящных искусств Парижа. В 1900 году выставлял свои работы на Всемирной выставке и в том же году стал кавалером ордена Почётного легиона.
На протяжении без малого сорока лет плодотворно работал в области анималистической скульптуры. Создавал городскую и кабинетную скульптуру, работы для городских площадей и парков Франции и других стран, частных садов и украшения помещений, фигуры животных, украшавшие купола, фризы и лестницы зданий. Выполнял свои скульптуры из бронзы (в том числе позолоченной), слоновой кости, однотонного и полихромного мрамора. Несколько работ Гарде в дальнейшем были растиражированы в виде севрских фарфоровых статуэток.
Изредка выполнял фигуры людей, но в основном специализировался на изображениях животных в особенности львов. Так, в 1930 году император Эфиопии Хайле Селассие закал ему монумент, изображающий Льва Иуды — символ Эфиопии, для украшения своей столицы — Аддис-Абебы. В ходе итальянского завоевания Эфиопии этот памятник был вывезен в Италию и установлен в Риме, однако в дальнейшем возвращён обратно в Аддис-Абебу.
Скульптор Жорж Гарде скончался в 1939 году в Париже и был похоронен на кладбище Монпарнас.

## Галерея

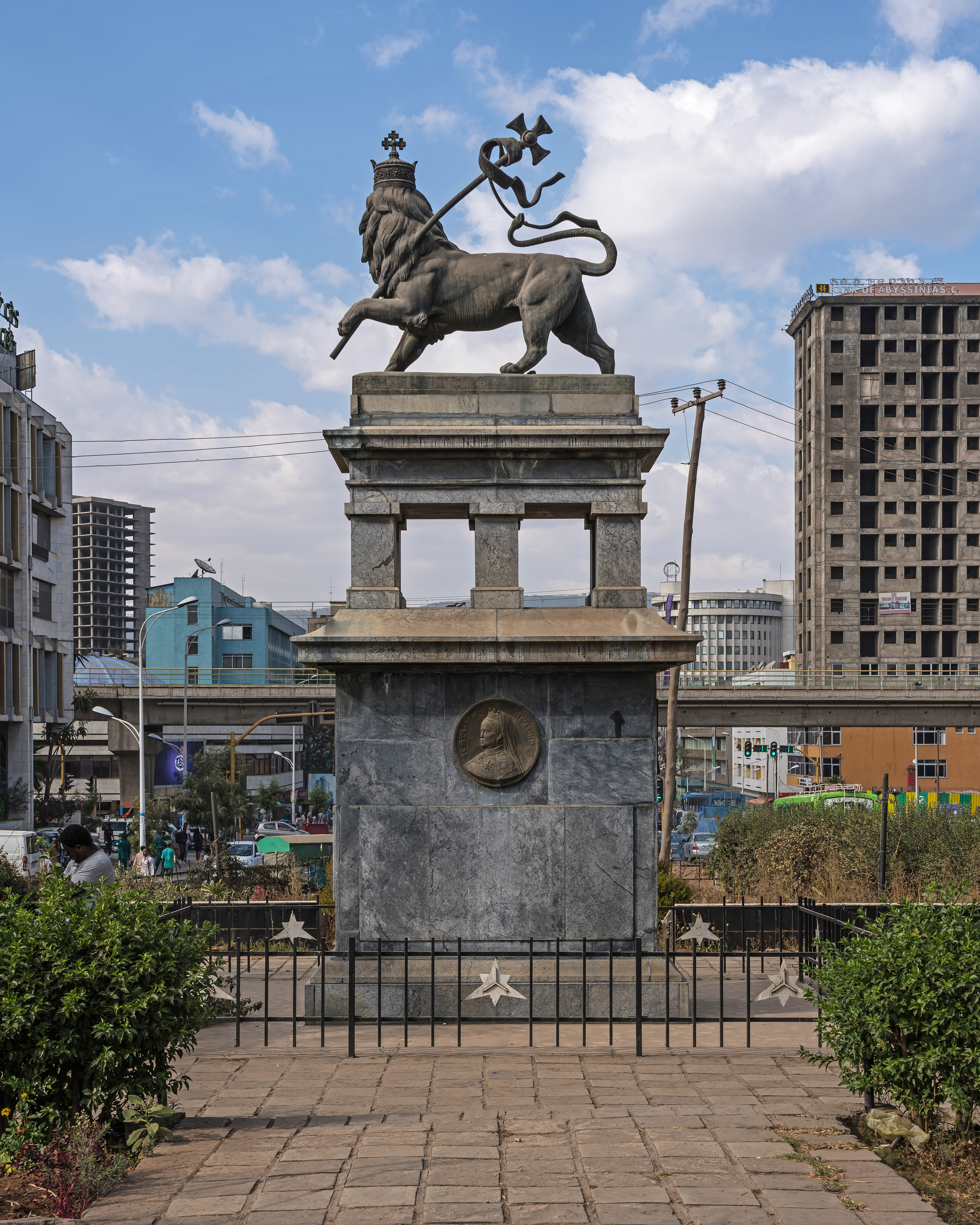
Монумент «Лев Иуды» в Аддис-Абебе. Вид со спины
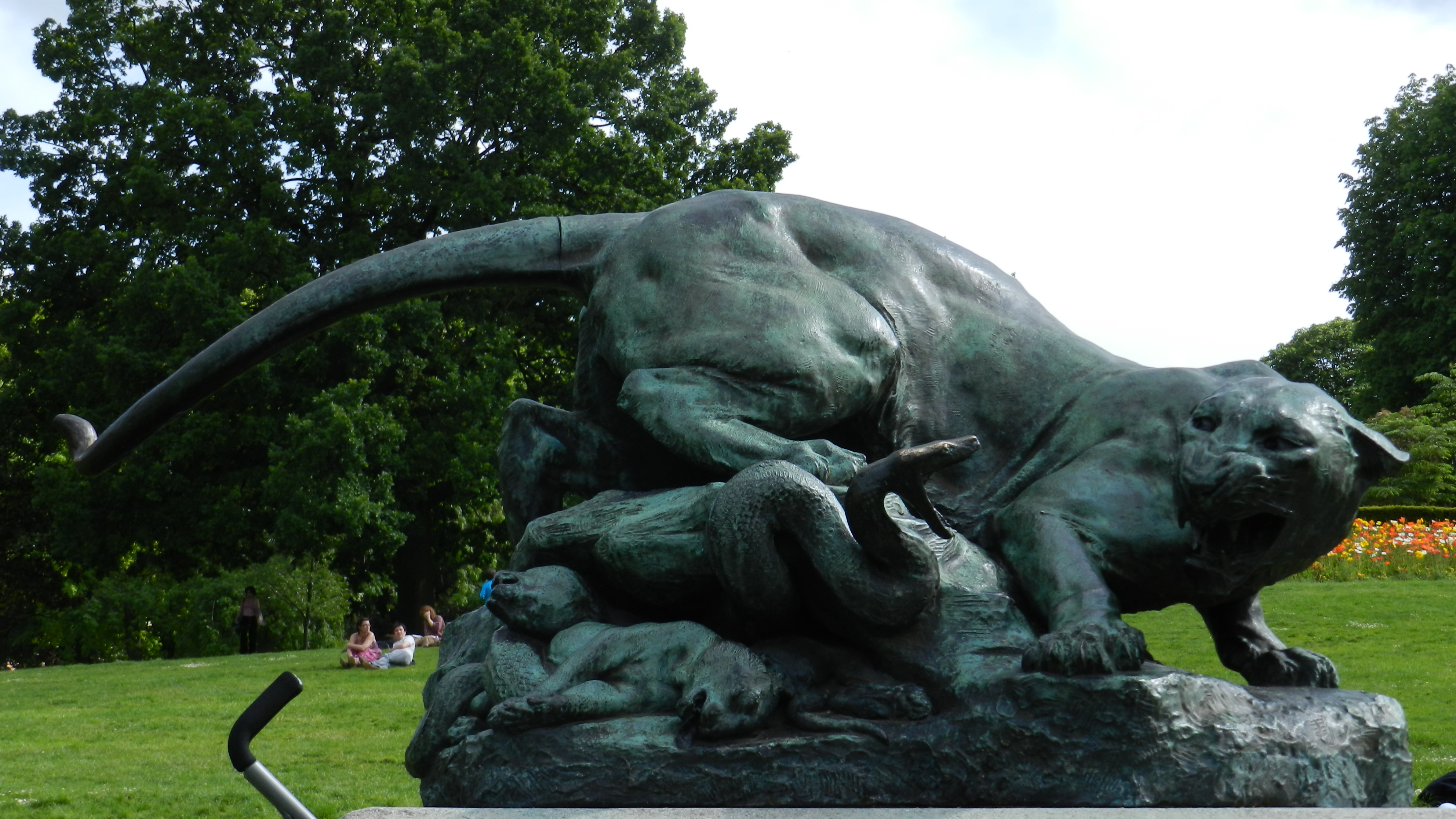
«Драма в пустыне» (львица, львята и змея). Парк Монсури, Париж
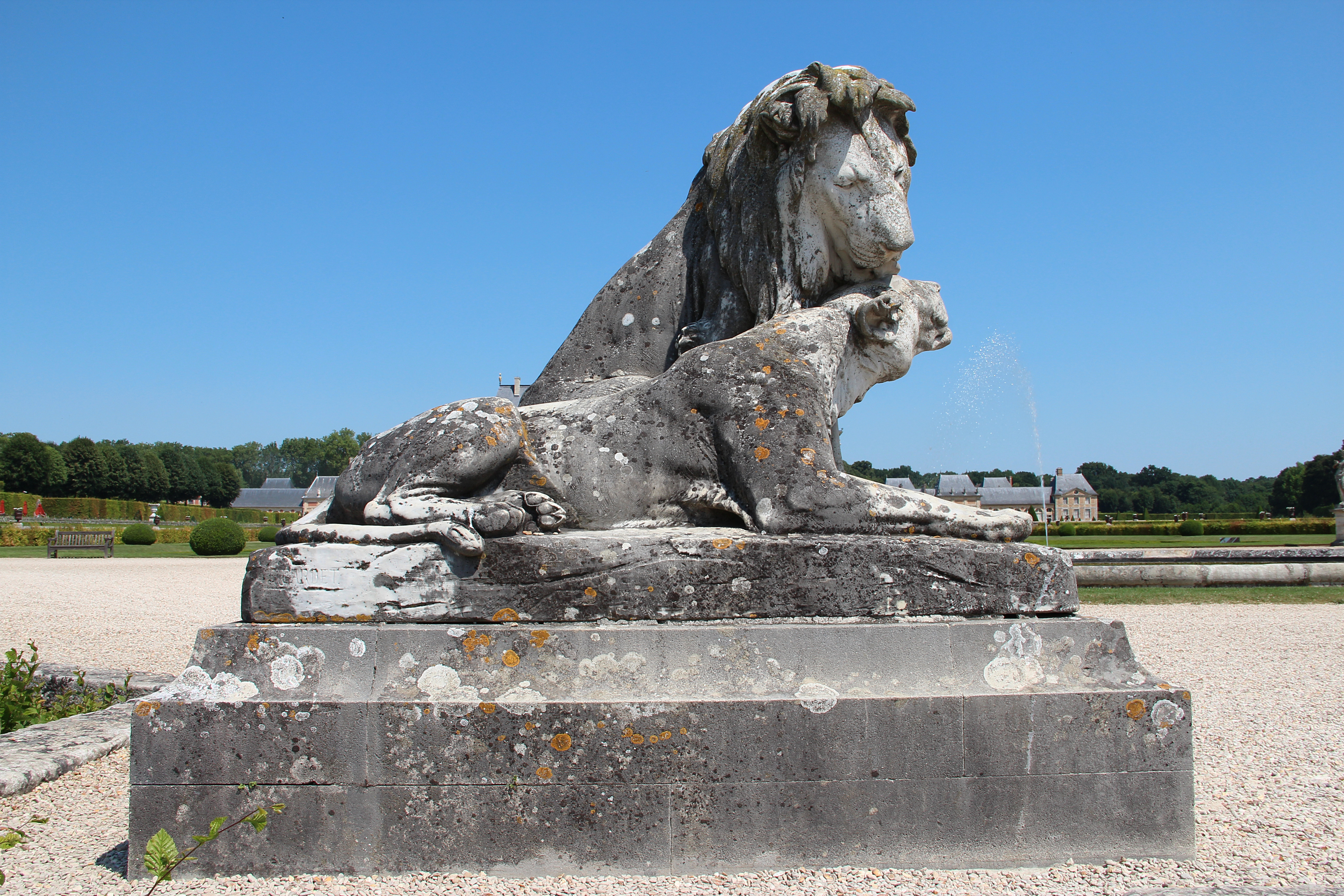
Лев и львица. Сады замка Во-ле-Виконт в окрестностях Мелёна (55 километров к юго-востоку от Парижа)
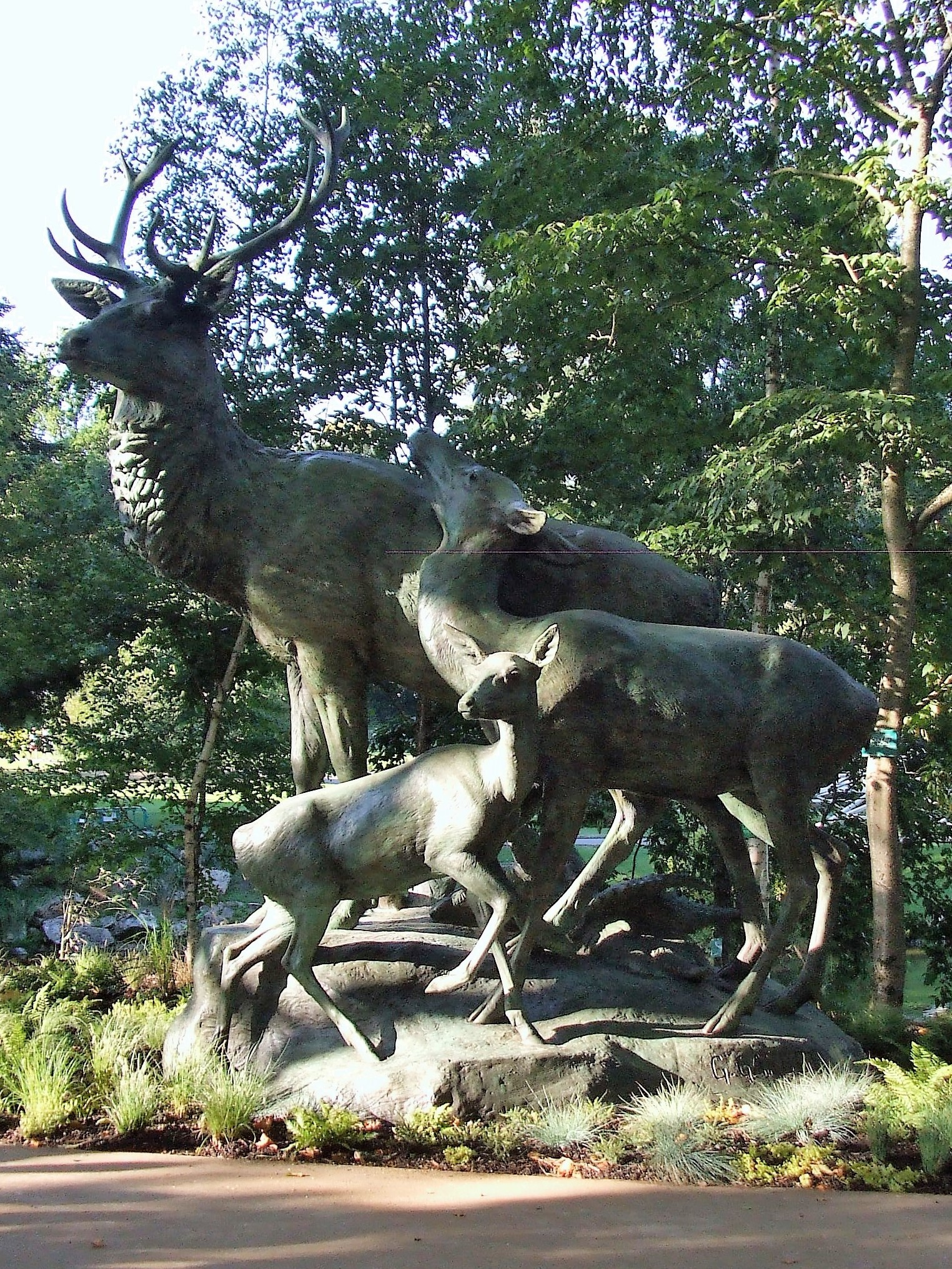
Олени. Нант (авторское повторение — в Буэнос-Айресе)
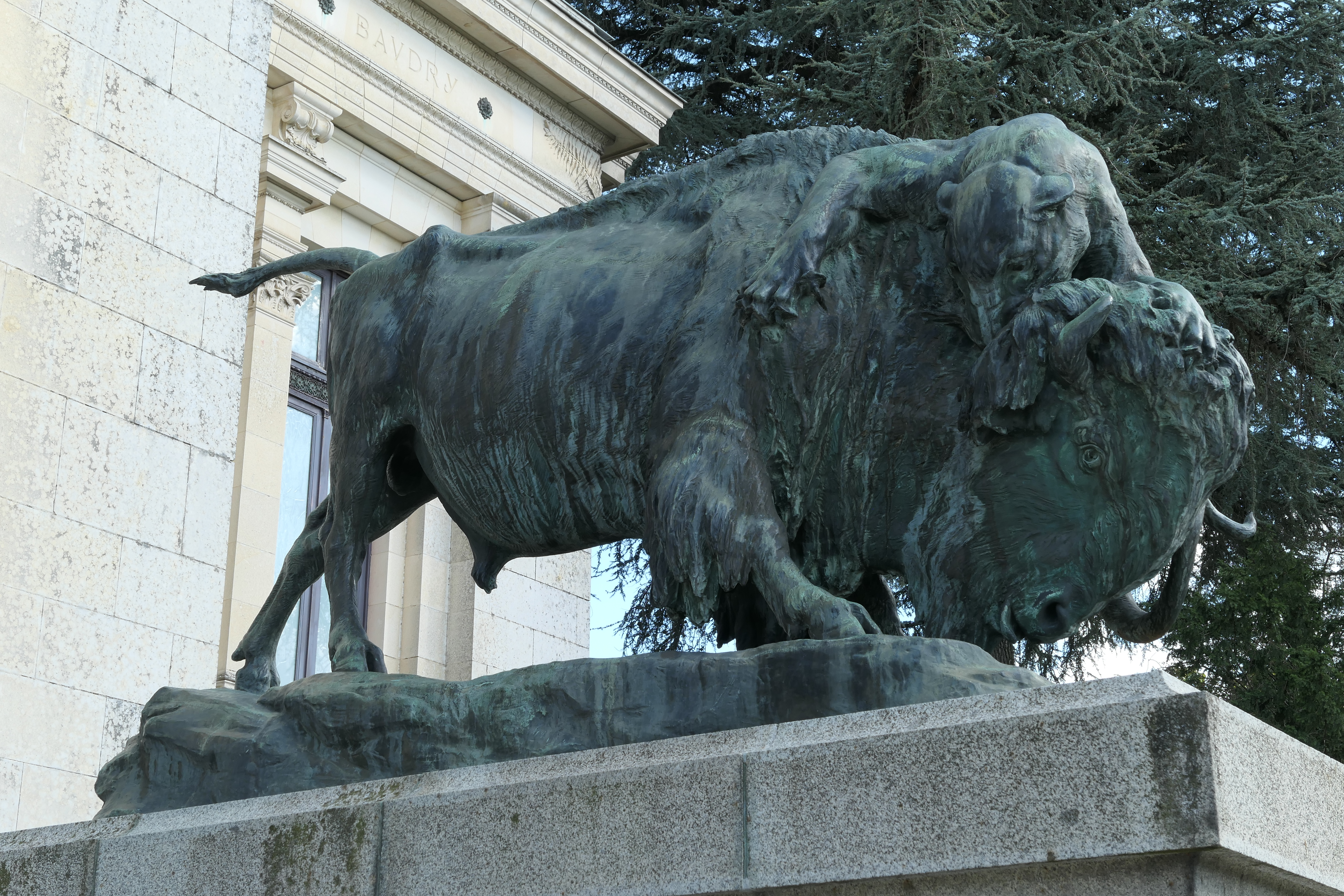
Бизон (парадная лестница Музея науки; Лаваль, департамент Майен)
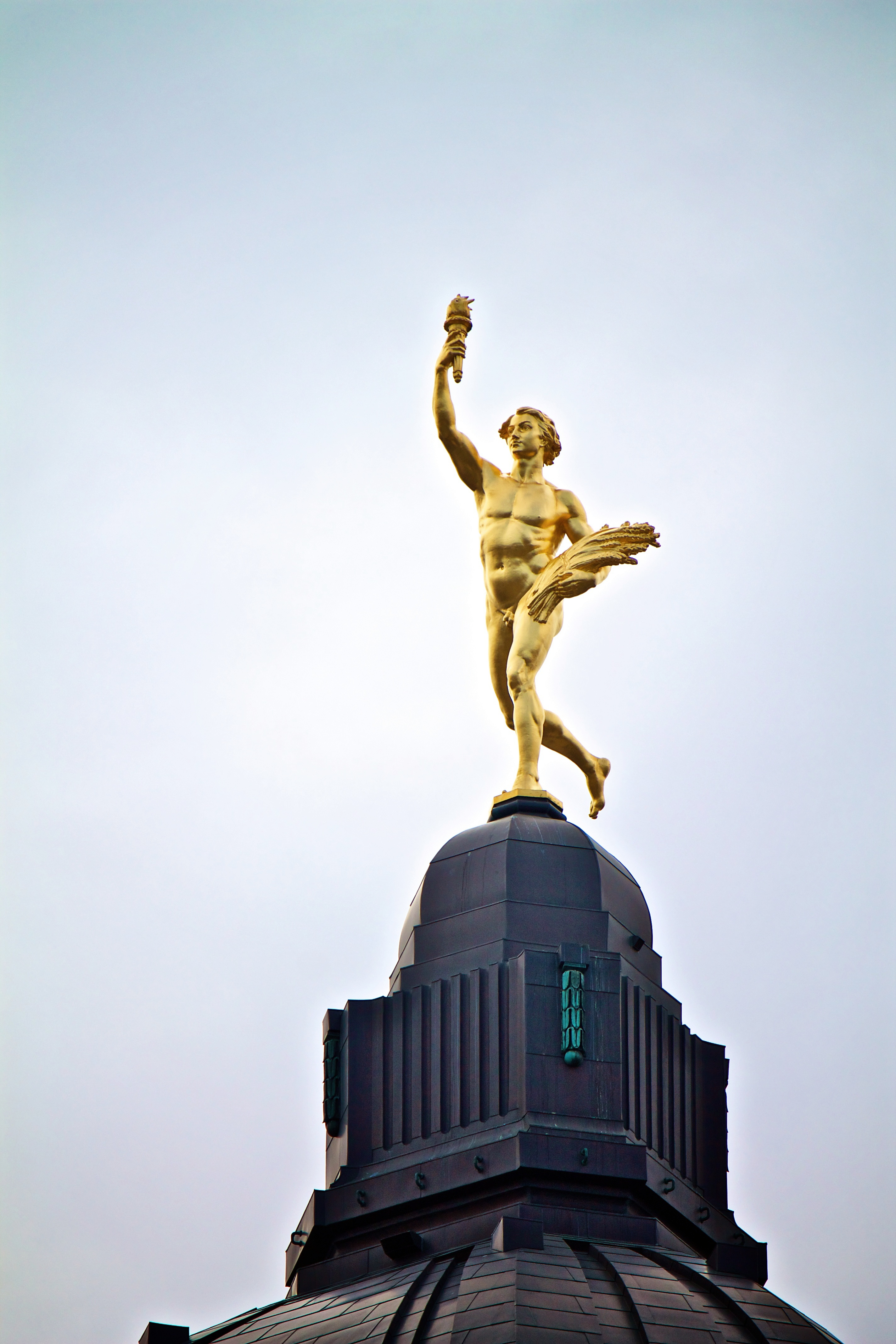
Статуя Гермеса (по другой версии — «Вечная молодость и дух предпринимательства»; в народе — «Золотой мальчик», англ. Golden Boy) на крыше здания законодательного собрания канадской провинции Манитоба, город Виннипег
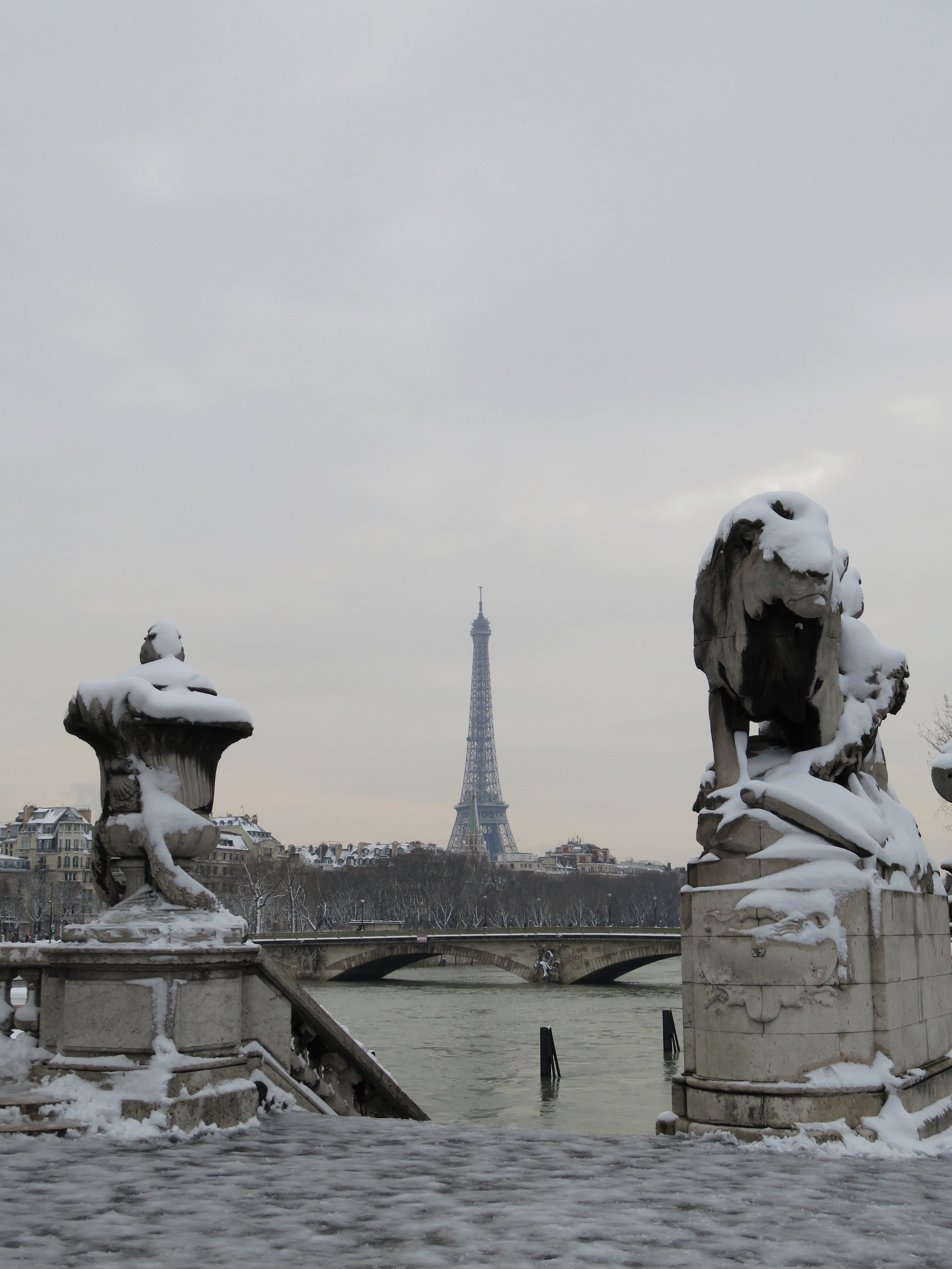
Лев у входа на мост имени русского императора Александра III в зимнюю непогоду, Париж
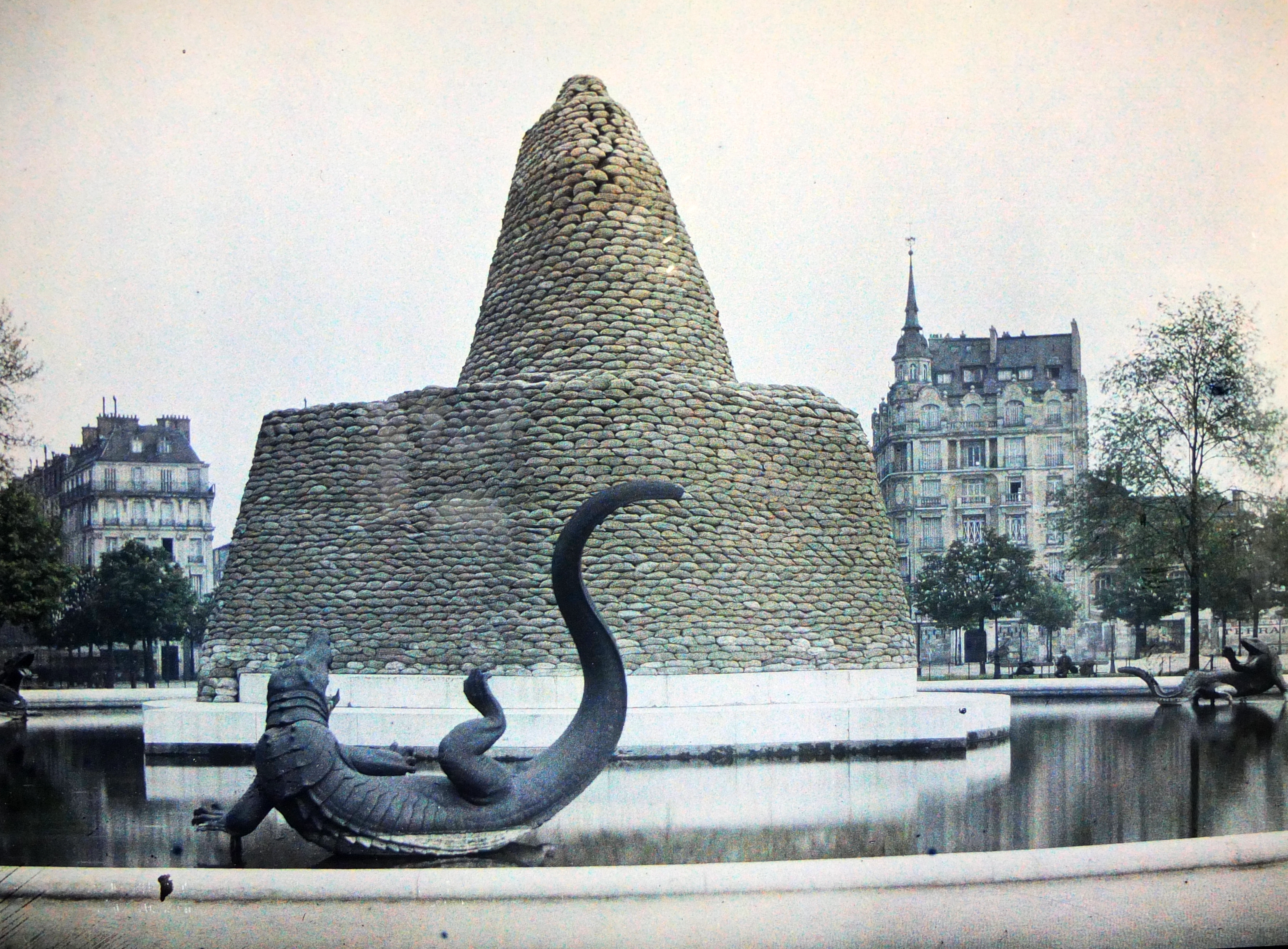
Скульптурная группа «Триумф Республики» в Париже, обложенная мешками с песком для защиты в ходе Первой мировой войны. Гарде были выполнены фигуры крокодилов, которые со всех сторон окружали Республику (ныне не существуют).